# Castillo de Pals
El castillo de Pals es un castillo fronterizo del siglo IX en el núcleo antiguo de Pals, en el Bajo Ampurdán. Se conserva la torre del homenaje del antiguo castillo, conocida como la Torre de las Horas por el campanario construido en el siglo XV.

## Historia
El castillo está documentado el año 889 en un precepto del rey carolingio Odón, relacionado con el Monasterio de Sant Pau de Fontclara, donde se menciona con el nombre de castillo de Mont Aspre. El año 994 los condes de Barcelona y Gerona, Ramón Borrell y Ermesenda, lo donan, junto con la iglesia de San Pedro, al obispado de Gerona.
La torre es de los pocos restos que quedan del castillo del siglo IX, que durante la guerra civil contra Juan II de Aragón había quedado ruinoso y el rey dio permiso para derribarlo y reaprovechar sus piedras para reconstruir la iglesia de San Pedro y las murallas de la villa. Sólo se conservó la torre, dos puentes de arco y poco más.

## Arquitectura

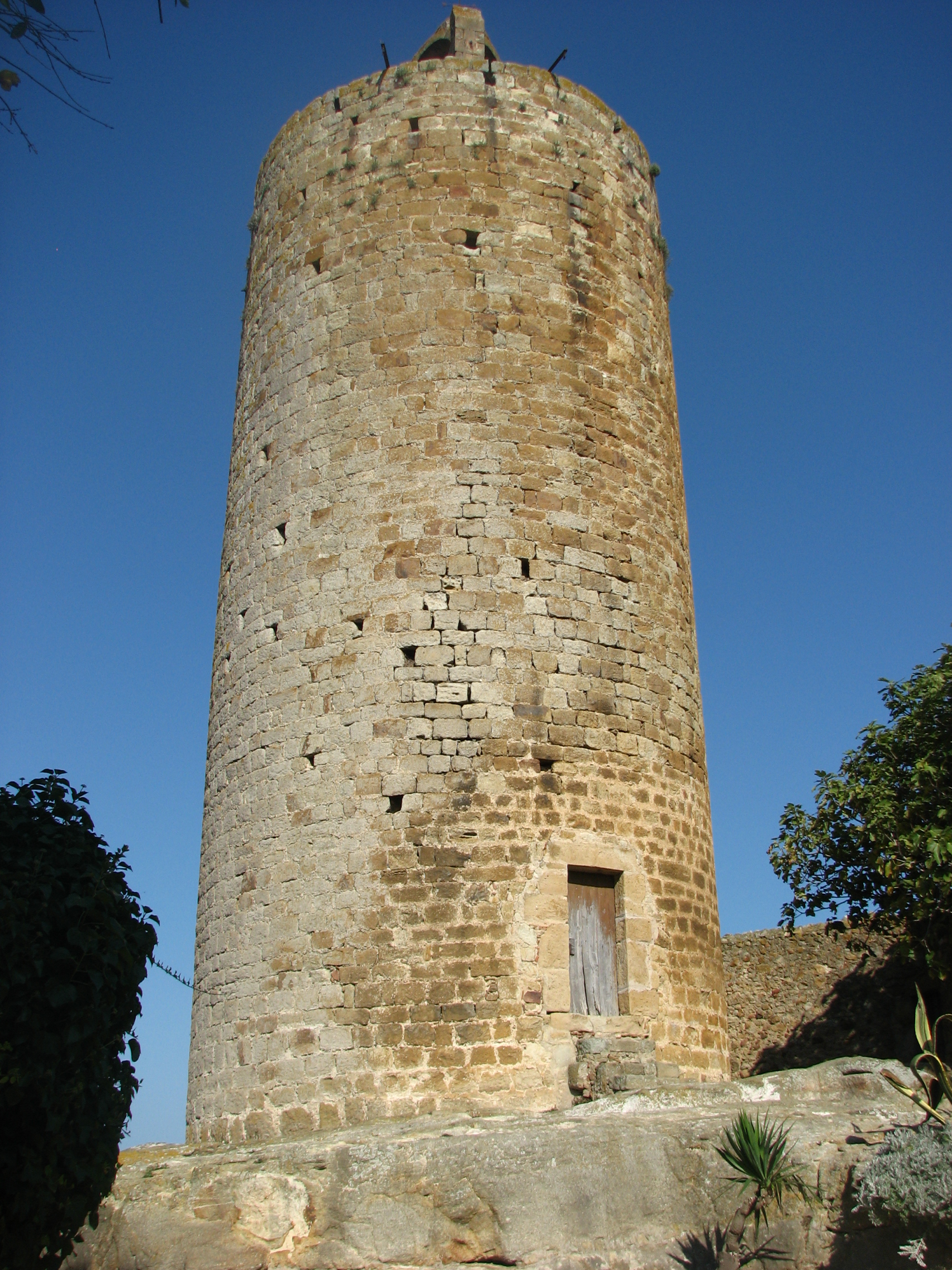
Torre de las Horas.

La torre es de planta circular, de siete metros de diámetro y quince metros de altura. Su base descansa sobre roca natural, donde se encontraron tumbas de época visigoda. En el interior se divide en dos estancias, en la mayor de las cuales se encuentra la puerta de entrada original, de arco de medio punto y con dovelas, situada a siete metros de altura.